# Mystieke bruiloft van de heilige Catharina
De Mystieke bruiloft van de heilige Catharina (Italiaans: Matrimonio mistico di santa Caterina) is een schilderij van Paolo Veronese dat hij omstreeks 1570-75 maakte. Het maakt deel uit van de collectie van de Gallerie dell'Accademia in Venetië.

## Geschiedenis
Het schilderij werd gemaakt voor het hoogaltaar van de Santa Caterina in het stadsdeel Cannaregio in Venetië. Toen dit klooster voor Augustijner nonnen in de tijd van Napoleon gesloten werd, bleef het schilderij in het gebouw. Tijdens de Eerste Wereldoorlog werd het weggehaald en overgebracht naar de Gallerie.

## Voorstelling
Het schilderij toont het mystieke huwelijk van de heilige Catharina van Alexandrië. Veronese transformeerde deze episode tot een prachtig zestiende-eeuws feest, ver verwijderd van de nederigheid die de Contrareformatie eiste van religieuze kunstwerken. Het schilderij is een van zijn meest verfijnde werken, dat alle karakteristieke elementen van zijn stijl harmonieus combineert.  
Maria houdt Jezus op haar schoot die op zijn beurt een ring aan de vinger van Catharina vasthoudt als teken van het huwelijk. Haar andere hand houdt ze op haar borst gedrukt. De heilige en haar entourage zien eruit als aristocraten in een typisch Venetiaanse omgeving. In het bovenste deel van het schilderij is een groep engelen te zien die een gouden kroon en een palmtak, symbool van haar martelaarschap, vasthoudt. Aan de linkerkant zitten twee engelen die in een muziekboek kijken met een viola da gamba naast zich. Boven hen spelen twee engelen op luiten. 
De compositie van het schilderij is een variantie op het Pesaro-altaar (1519-1526) van Titiaan in de Frari in Venetië. Veronese's werk heeft dezelfde diagonale en asymmetrische opbouw, dankzij de trap die naar de troon van de Maagd voert aan de linkerkant van het schilderij. Achter de troon staan twee Korinthische zuilen versierd met rood brokaat, symbolen van het geloof, die het gewelf van een tempel dragen.
Veronese schilderde zeker nog vier andere schilderijen met hetzelfde thema, die ieder een eigen compositie hebben.

## Afbeeldingen

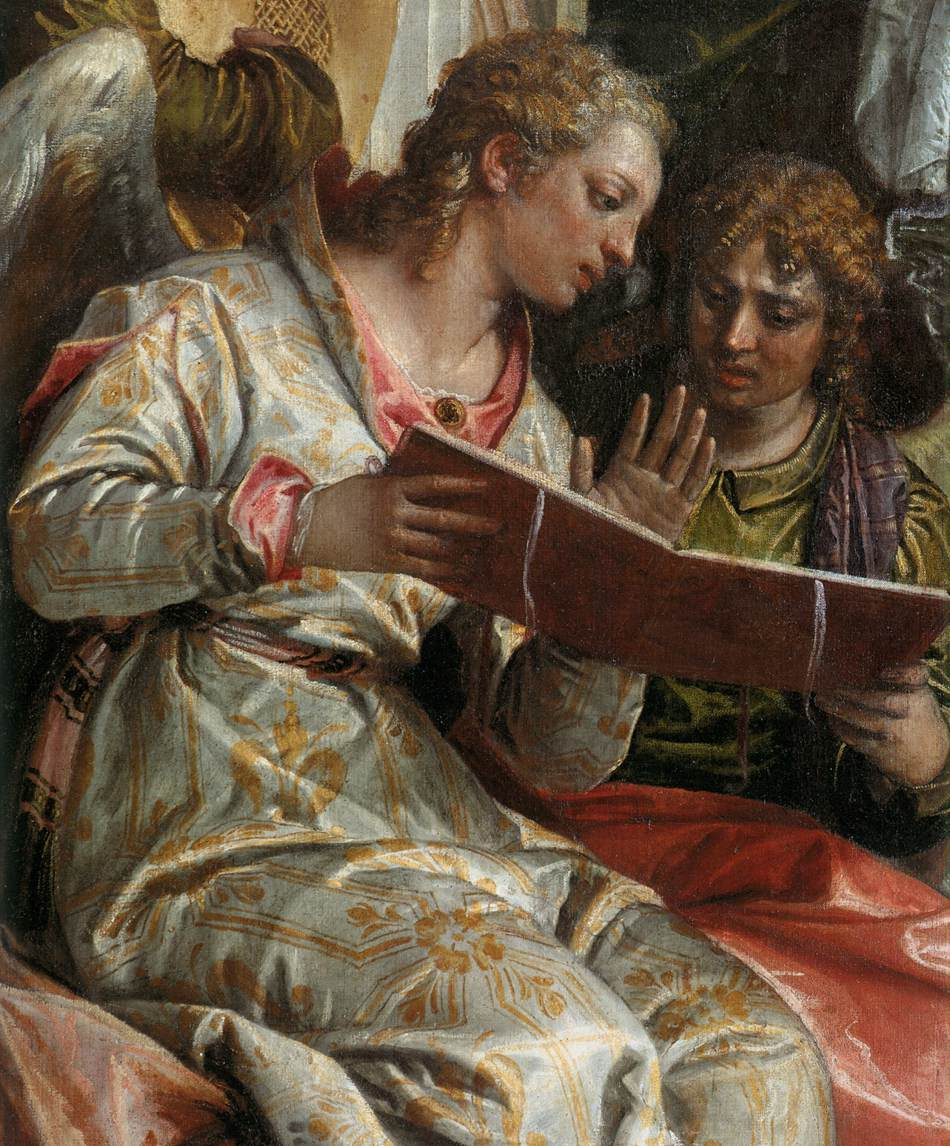
Detail
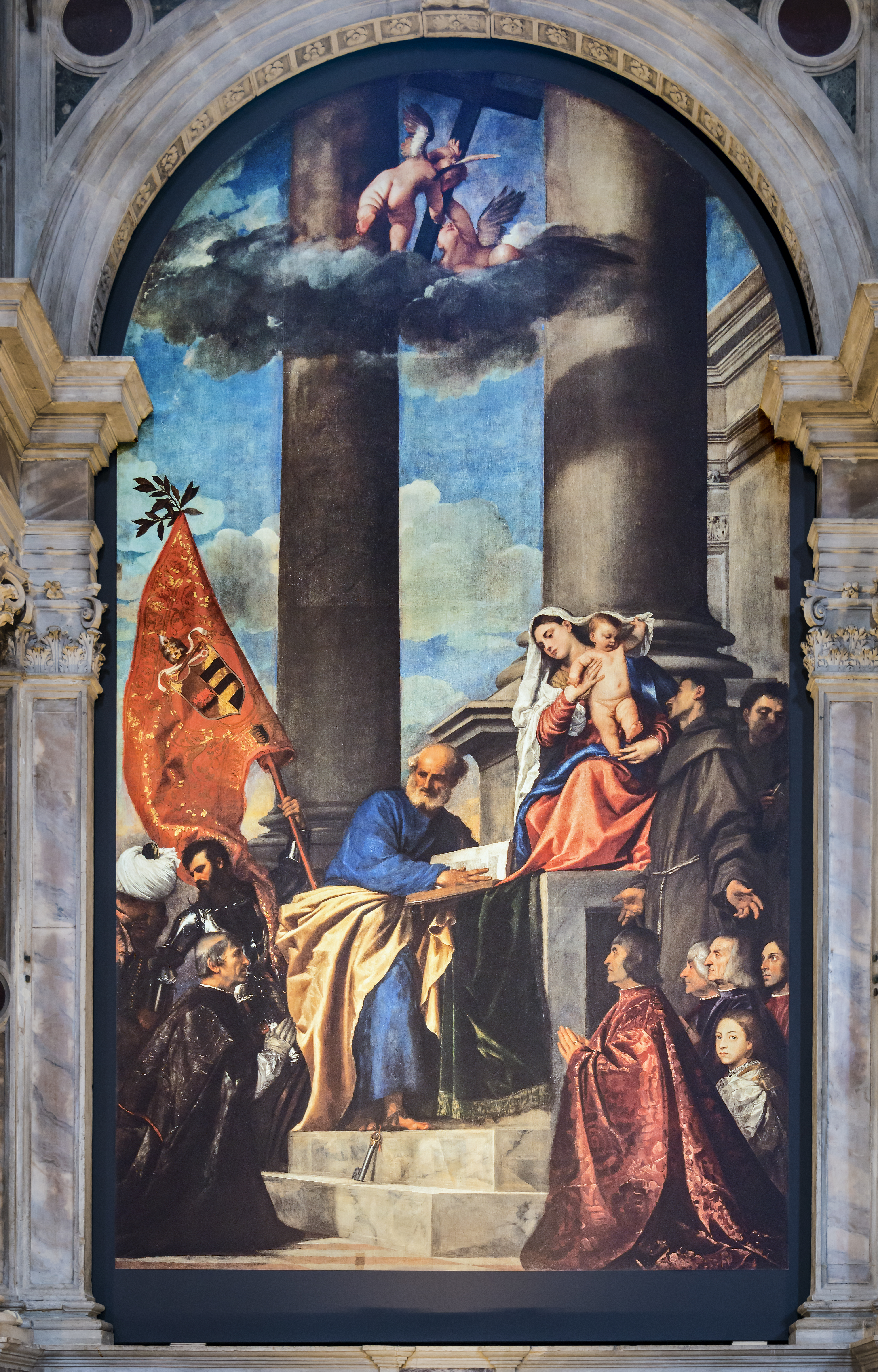
Pesaro-Madonna - Titiaan
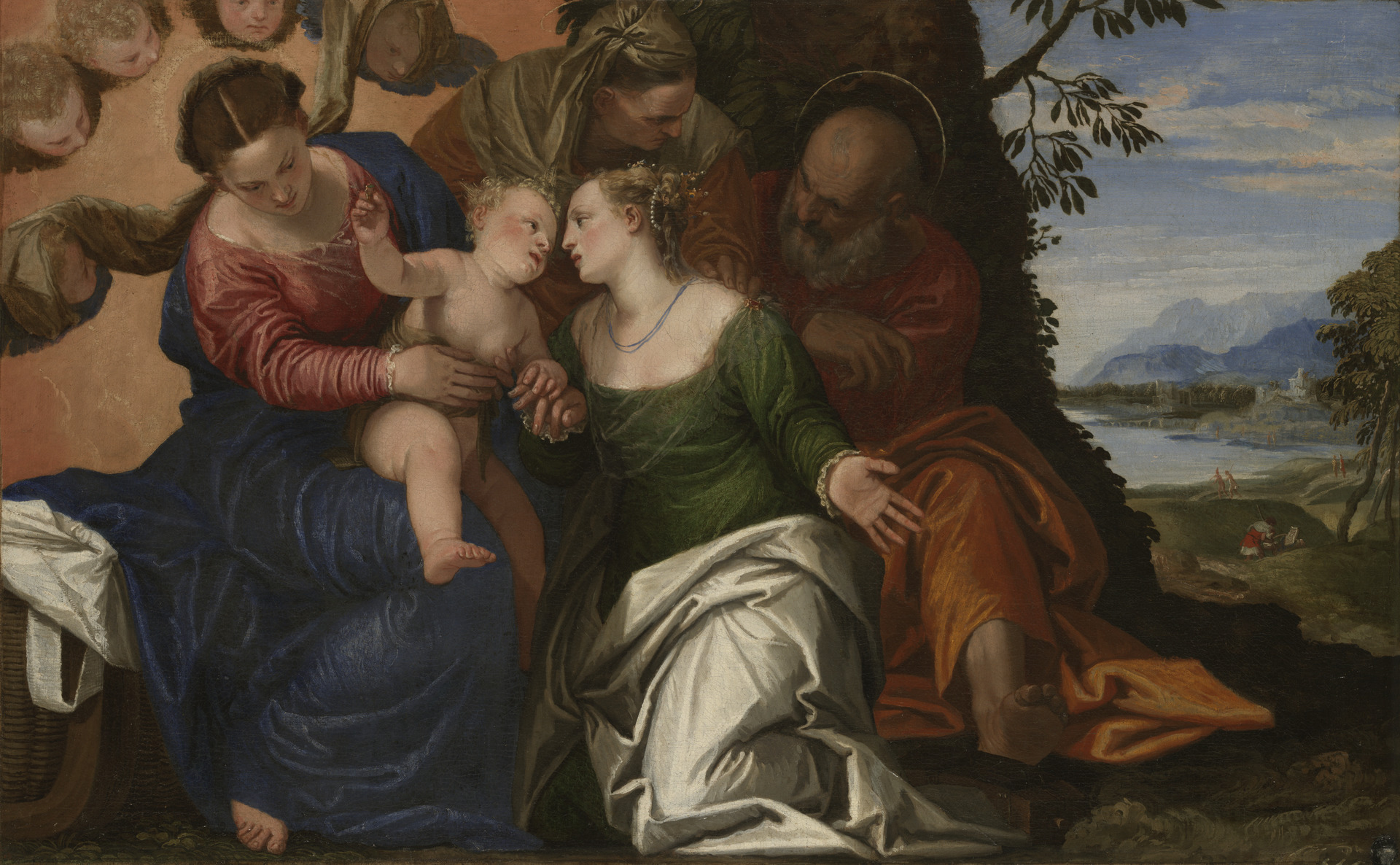
Het mystieke huwelijk van de heilige Catharina (1547-1550)
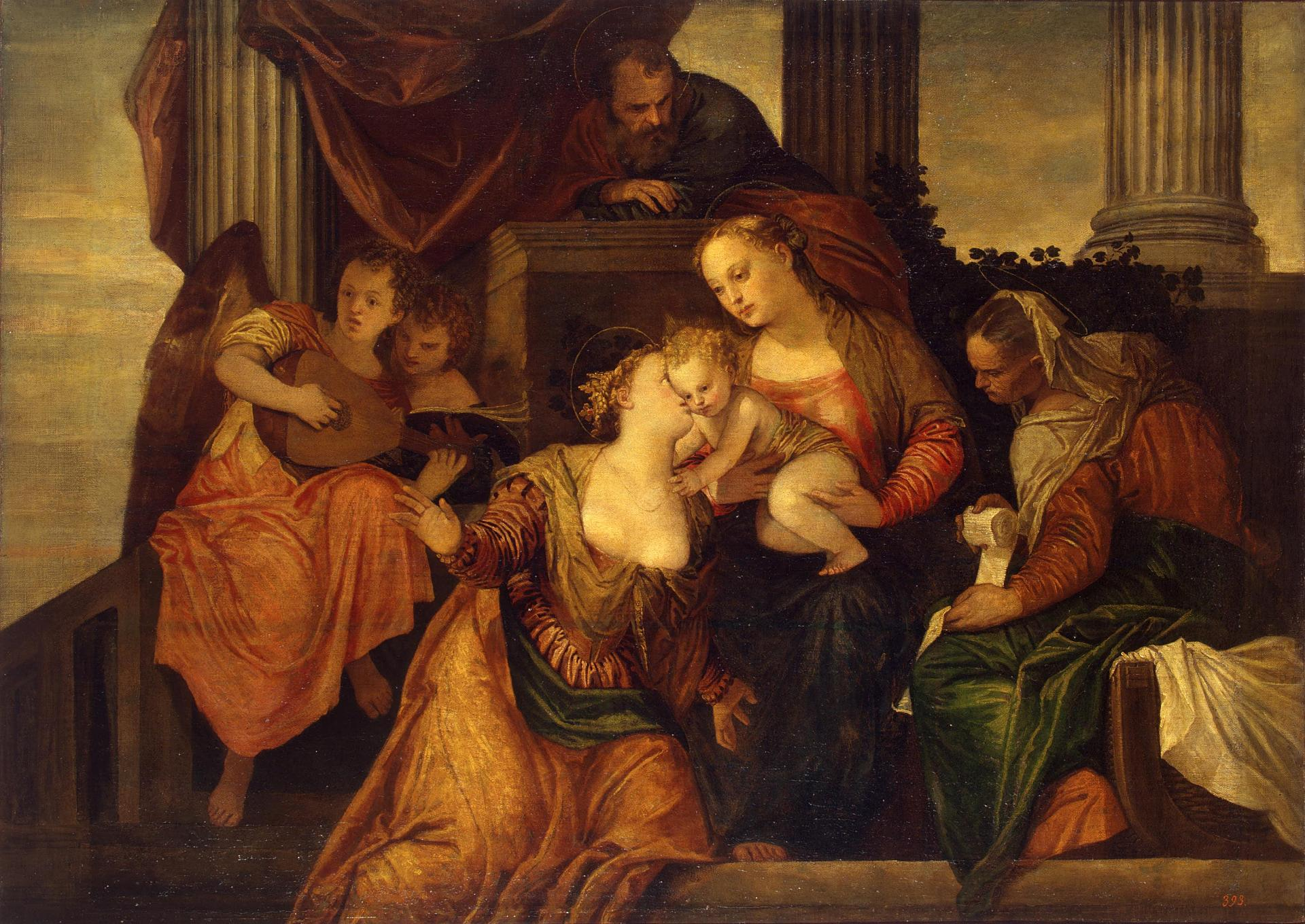
Het mystieke huwelijk van de heilige Catharina (1547-1548)
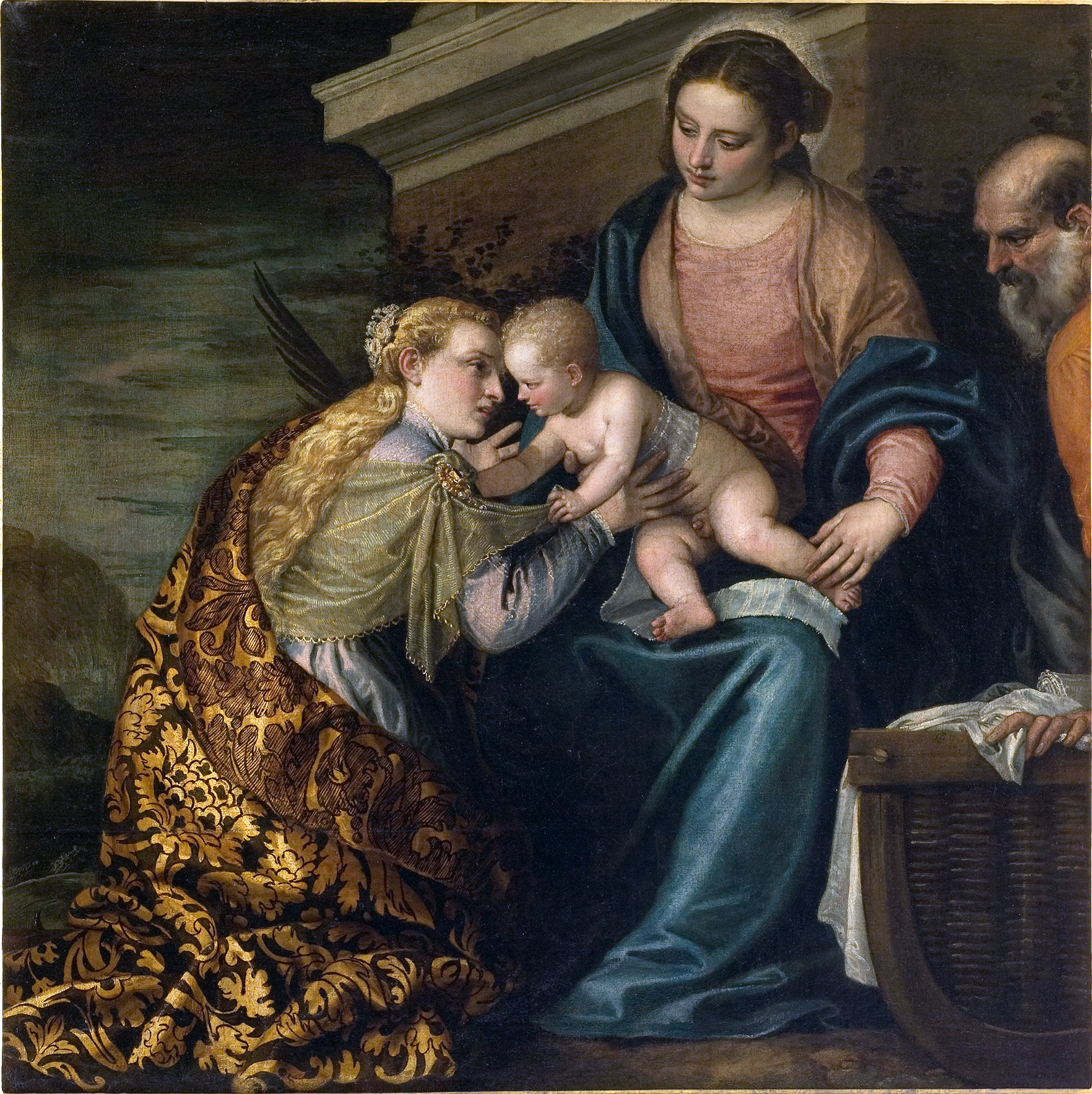
Het mystieke huwelijk van de heilige Catharina (1560-65)
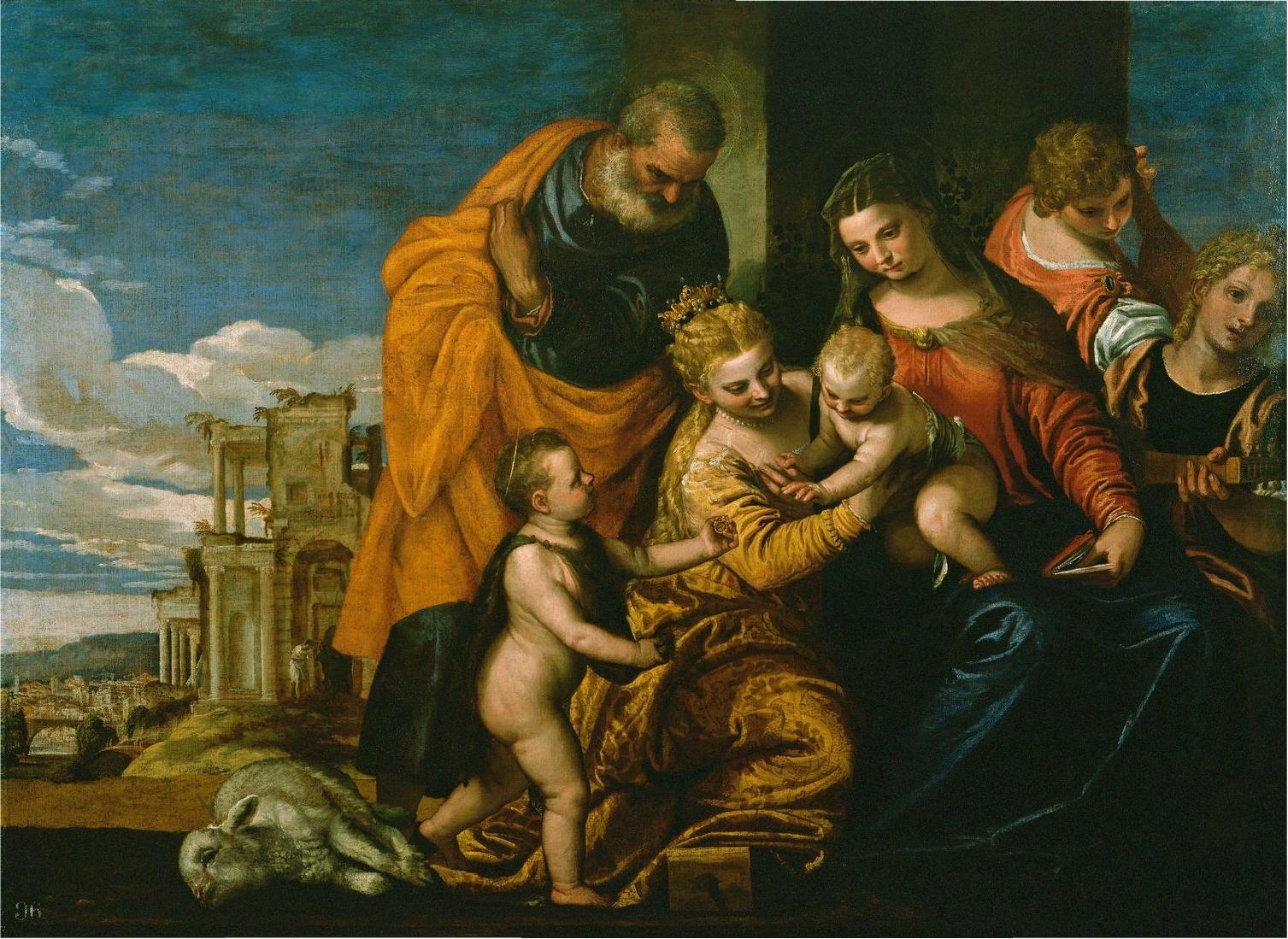
Het mystieke huwelijk van de heilige Catharina (1562-69)